# 小行星9660
小行星9660（英語：9660）是一颗围绕太阳公转的小行星。1996年3月22日，近地小行星追踪在茂宜岛发现了此天体。
这颗小行星的绝对星等为148.803509407453等。